# Emilia Mondinelli
Emilia Mondinelli (30 aprile 2004) è una sciatrice alpina italiana.

## Biografia
Emilia Mondinelli, originaria di Alagna Valsesia, è figlia dell'alpinista Silvio; specialista delle prove tecniche attiva dal novembre del 2020, ha esordito in Coppa Europa il 15 dicembre 2021 in Valle Aurina e in Coppa del Mondo l'11 novembre 2023 a Levi, in entrambi i casi senza completare la prova di slalom speciale. Nella medesima specialità il 21 febbraio 2024 ha conquistato a Malbun il primo podio in Coppa Europa (3ª) e il 14 marzo seguente a Norefjell la prima vittoria; non ha preso parte a rassegne olimpiche o iridate.

## Palmarès

### Coppa del Mondo
- Miglior piazzamento in classifica generale: 115ª nel 2025

### Coppa Europa
- Miglior piazzamento in classifica generale: 9ª nel 2024
- 2 podi:
  - 1 vittoria
  - 1 terzo posto

#### Coppa Europa - vittorie
| Data          | Località  | Paese    | Specialità |
| ------------- | --------- | -------- | ---------- |
| 14 marzo 2024 | Norefjell | Norvegia | SL         |

Legenda:

SL = slalom speciale

### Campionati italiani
- 2 medaglie:
  - 1 oro (slalom speciale nel 2023)
  - 1 bronzo (slalom speciale nel 2024)